# Masari
Masari (in greco (το) Μάσαρι?; in turco Şahinler) è un piccolo villaggio di Cipro, a est di Morfou.  De iure si trova nel distretto di Nicosia della repubblica di Cipro, de facto, in quello di Güzelyurt della repubblica di Cipro del Nord.
Fino al 1974 il villaggio è sempre stato abitato esclusivamente da greco-ciprioti. 
Nel 2011 Masari aveva 189 abitanti.

## Geografia fisica
Si trova nella regione geografica di Morphou/Güzleyurt, otto chilometri a est della città di Morphou/Güzelyurt e due chilometri a ovest di Fyllia/Serhatköy.

## Origini del nome
Goodwin suggerisce che il nome potrebbe derivare da "mesarka", che significa "terre basse". Nel 1976, i turco-ciprioti hanno cambiato il nome in Şahinler, che significa "falchi".

## Società

### Evoluzione demografica
Fino al 1974, il villaggio è sempre stato abitato esclusivamente da greco-ciprioti. Nel censimento ottomano del 1831, i cristiani (greco-ciprioti) costituivano gli unici abitanti del villaggio. Durante il periodo britannico la popolazione del villaggio aumentò significativamente, da 49 nel 1891 a 185 nel 1960.
Nell'agosto 1974, tutti i greco-ciprioti del villaggio fuggirono dall'esercito turco che avanzava. Attualmente, come la maggior parte dei greco-ciprioti sfollati, i greco-ciprioti di Masari sono sparsi nel sud dell'isola, con concentrazioni nelle città. Il numero dei greco-ciprioti di Masari sfollati nel 1974 era di circa 320 (317 abitanti nel censimento del 1973).
Attualmente il villaggio è abitato principalmente da turco-ciprioti sfollati da Chrysochou/Altıncık, Fasoula/Bağrıkara, Suskiou/Susuz, Ayios Georgios/Kavaklı nel distretto di Paphos, ed Episkopi/Yalova e Silikou/Silifke nel distretto di Limassol. C'è anche una piccola popolazione dalla Turchia che si stabilì nel villaggio nel 1975-77. Il censimento turco-cipriota del 2006 ha fissato la popolazione del villaggio a 179 abitanti.